# Zgromadzenie Świętego Bazylego

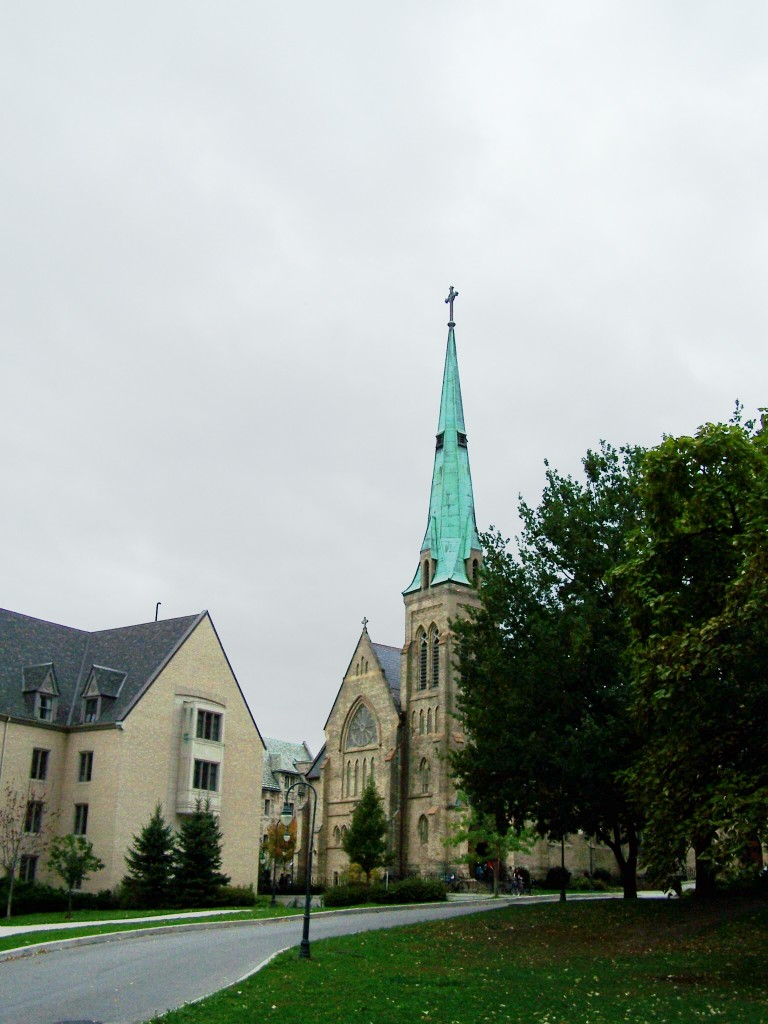
Kościół św Bazylego i Kolegium św. Michała w Toronto

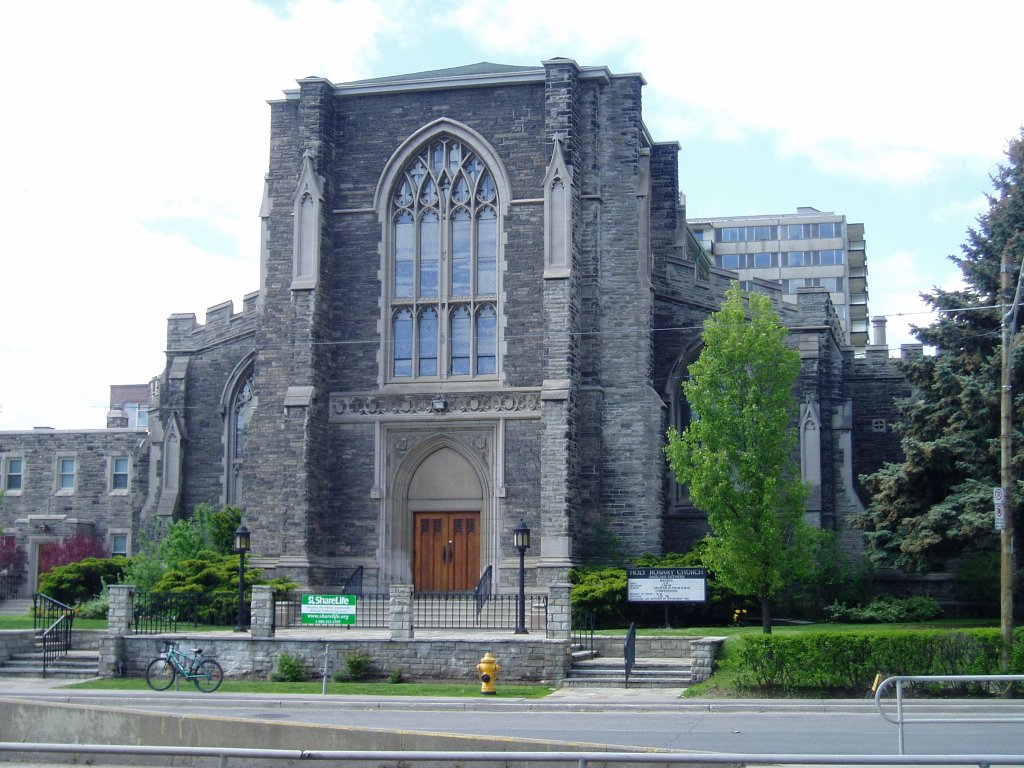
Kościół św. Rozalii w Toronto

Zgromadzenie Świętego Bazylego (vel Zgromadzenie Ojców Bazylianów, Kongregację Ojców Bazylianów; bazylianie; łac. – Congregatio Sancti Basilii; ang. – The Congregation of St. Basil) – katolicki zakon obrządku łacińskiego, żyjący według reguły zakonnej Bazylego Wielkiego. Zgromadzenie w roku 2020 liczyło sobie 1 arcybiskupa i 3 biskupów.

## Zarys historyczny zgromadzenia bazyliańskiego
Idea założenia Zgromadzenia Ojców Bazylianów pojawiła się w dobie Wielkiej Rewolucji Francuskiej, kiedy w 1790 roku w Konstytucji Cywilnej Kleru została określona pozycja Kościoła rzymskokatolickiego. Ustawa uderzała zarówno w zakony jak i duchowieństwo świeckie. Kryzys francuskiego Kościoła łacińskiego miało zahamować podniesienie poziomu duchowości i wykształcenia kleru łacińskiego. Tego zadania podjęło się dziesięciu duchownych rzymskokatolickich, którzy nie przysięgli na Konstytucję Cywilną Kleru. W pierwszej dekadzie XIX wieku księża założyli szkołę we wsi w pobliżu miasta Annonay, położonego w górach południowo-wschodniej Francji. Miejscowość ta miała strategiczne położenie, albowiem prowadziła do niej tylko jedną droga dojazdowa. W chwili pojawienia się żołnierzy rządowych kapłani, ostrzeżeni przez ludność cywilną, mogli ukryć się w górach. W początkowym okresie swojego istnienia zgromadzenie działało na zasadach fundacji, która w 1822 roku przekształciła się w Kongregację Ojców Bazylianów.
W 1852 roku bazylianie francuscy na prośbę biskupa z Toronto, który był absolwentem seminarium w Annonay, otworzyli w Kanadzie Kolegium Świętego Michała, na wzór bazyliańskiej szkoły we Francji. Działalność oświatowa bazylianów w Kanadzie i Stanach Zjednoczonych rozwinęła się w drugiej połowie XIX wieku. Założone zostały placówki edukacyjne w Windsorze, Detroit, Michigan, Teksasie.
Na początku XX wieku antyklerykalna polityka Francji zmusiła bazylianów do rezygnacji z działalności edukacyjnej. Utrudniło to koordynowanie pracy bazylianów w Ameryce. W 1922 roku nastąpiło rozszczepienie w kongregacji na zgromadzenie francuskie i amerykańskie. Powodem rozłamu była również niezgoda w ustaleniu zasad życia zakonnego. Bazylianie amerykańscy uważali, że należy przyjąć śluby ubóstwa, z czym się nie zgadzali bazylianie francuscy. Okres niezgody zakończył się w roku 1954, kiedy papież Pius XII zjednoczył na nowo dwa zgromadzenia.
Pierwsza połowa XX wieku była dla bazylianów europejskich szczególnie trudna ze względu na dwie wojny światowe. W Ameryce natomiast działalność duszpasterska rozwijała się. W 1930 roku zgromadzenie zaczęło pracę z ludnością meksykańską w Teksasie. W latach sześćdziesiątych zostały erygowane parafie w Meksyku i stanie Tehuacán oraz założony klasztor w pobliżu miasta Cultapec. W 1987 roku powstały parafia, szkoła oraz ośrodek zdrowia i opieki w Cali w Kolumbii.
Zgromadzenie nie posiadało wybitnego założyciela, który nadałby kierunek działalności kongregacji i ustanowił ścisłe reguły życia zakonnego. Chociaż u początków istnienia zakonu nie sprecyzowano zakresu jego aktywności, to z czasem przyjęto, że bazylianie zajmują się przede wszystkim pracą z młodzieżą i posługą w służbie zdrowia. Stworzyli sieć placówek edukacyjnych głównie w obu Amerykach oraz we Francji i Anglii. W związku z ich działalnością na patronów, obok Bazylego Wielkiego, zostali przyjęci następujący święci: Franciszek z Asyżu – wzór ubóstwa, Tomasz z Akwinu – patron studentów i teologów, Jan Bosko – patron młodzieży.
Obecnie bazylianie łacińscy prowadzą czterdzieści pięć parafii w Kanadzie, Stanach Zjednoczonych, Wielkiej Brytanii i Francji. Według danych z roku 2005 Zgromadzenie Ojców Bazylianów liczyło dwustu dziewięćdziesięciu jeden zakonników, wśród których dwustu osiemdziesięciu miało święcenia kapłańskie.